# Teredorus albimarginus
Teredorus albimarginus är en insektsart som beskrevs av Zheng, Z. och Shanyi Zhou 1996. Teredorus albimarginus ingår i släktet Teredorus och familjen torngräshoppor. Inga underarter finns listade i Catalogue of Life.